# عامر الوان
عامر الوان (زادهٔ ۱ ژوئیهٔ ۱۹۵۷ – درگذشتهٔ ۴ ژوئیهٔ ۲۰۲۳) کارگردان فیلم و هنرپیشه عراقی بود.
به خاطر تحریم‌های اقتصادی سازمان ملل و آمریکا علیه عراق او مجبور شد فیلم خورد را روی نوار ویدئویی ضبط کند و پس از ترک عراق و مهاجرت به پاریس فیلم را به فیلم ۳۵ میلی‌متری تبدیل کرد.
از فیلم‌ها یا برنامه‌های تلویزیونی که وی در آن نقش داشته‌است می‌توان به دختری در قطار اشاره کرد.
او در جشنواره بین‌المللی فیلم سن‌سباستین برنده عنوان «استعداد آینده»
شد.